# Posanges
Posanges település Franciaországban, Côte-d’Or megyében. Lakosainak száma 50 fő (2022. január 1.). Posanges Arnay-sous-Vitteaux, Dampierre-en-Montagne, Marcilly-et-Dracy és Vitteaux községekkel határos.

## Népesség
A település népességének változása:
| Lakosok száma | 78   | 49   | 54   | 58   | 63   | 62   | 58   | 49   | 49   | 50   |
|               | 1968 | 1982 | 1990 | 2006 | 2013 | 2015 | 2017 | 2019 | 2020 | 2022 |